# Boncourt (Eure-et-Loir)
Boncourt település Franciaországban, Eure-et-Loir megyében. Lakosainak száma 283 fő (2022. január 1.). Boncourt Anet és Oulins községekkel határos.

## Népesség
A település népességének változása:
| Lakosok száma | 132  | 124  | 191  | 264  | 272  | 268  | 266  | 267  | 268  | 283  |
|               | 1968 | 1982 | 1990 | 2006 | 2013 | 2015 | 2017 | 2019 | 2020 | 2022 |